# Falsomordellistena aurofasciata
Falsomordellistena aurofasciata là một loài bọ cánh cứng trong họ Mordellidae. Loài này được Nakane miêu tả khoa học năm 1949.